# ŁKS 우치
ŁKS 우치(ŁKS Łódź)는 폴란드의 축구 클럽으로, 우치를 연고지로 한다. 2015-16 시즌에서 III 리가에 참가하고 있다.
앞의 알파벳 세 글자는 에우카에스라고 읽는다.

## 선수 명단

### 현역
참고: FIFA 자격 규정에 따라 소속된 국가대표팀 국기를 표시합니다. 선수는 복수의 FIFA 비회원국 국적을 가지고 있을 수 있습니다.
| 번호 | 포지션 | 국적 | 이름          |
| ---- | ------ | ---- | ------------- |
| 2    | DF     |      | 레방 귈렌     |
| 7    | FW     |      | 후세인 발리치 |
| 10   | MF     |      | 피룰로        |

| 번호 | 포지션 | 국적       | 이름                |
| ---- | ------ | ---------- | ------------------- |
| 99   | FW     | 몬테네그로 | 마르코 므르발레비치 |

## 같이 보기
- UEFA 챔피언스리그

틀:ŁKS 우치
틀:ŁKS 우치 감독